# When Ladies Meet (1941)
When Ladies Meet ist ein US-amerikanischer Spielfilm aus dem Jahr 1941 mit einer Starbesetzung, die Joan Crawford, Robert Taylor und Greer Garson umfasst. Regie führte Robert Z. Leonard. Als Vorlage diente ein Theaterstück von Rachel Crothers, das bereits 1933 verfilmt worden war.

## Handlung
Der Journalist Jimmy Lee ist seit langem in die bekannte Autorin Mary Howard verliebt. Auf einem Empfang, den die wohlhabende, leicht überdrehte Society-Lady Bridget Drake gibt, macht er ihr spontan einen Heiratsantrag. Zu seiner Überraschung lehnt es Mary mit gefasster Miene ab, seine Frau zu werden. Sie hat sich Hals über Kopf in ihren Verleger Rogers Woodruff verliebt, der ihr ebenfalls Avancen macht. Dessen freundliche und wohlerzogene Ehefrau Claire ahnt derweil nichts von der Affäre. Jimmy, der Mary unbedingt für sich gewinnen will, fädelt eine Intrige ein, indem er nicht nur sich selbst, sondern auch Claire heimlich auf die Gästeliste von Bridget Drake setzen lässt, als diese ein glanzvolles Wochenendtreffen auf dem Lande veranstaltet.
Während Jimmy mit Claire flirtet, ahnt diese auch weiterhin nicht, welches Geheimnis ihren Mann mit der kultivierten und zuvorkommenden Mary verbindet. Jimmy und Claire kommen schließlich überein, zum Schein ein Verhältnis zu beginnen, um Mary eifersüchtig zu machen. Da Mary nicht weiß, dass es sich bei Claire um die Frau von Rogers handelt, gesteht sie ihr eines Abends, dass sie in einen verheirateten Mann verliebt ist. Als auch Rogers am Ort des Geschehens eintrifft, erfährt Claire schließlich doch von der Affäre ihres Gatten. Es folgt eine dramatische Auseinandersetzung, woraufhin sich Claire entschließt, Rogers zu verlassen. Nachdem sie mit einem Taxi davonfährt, reist ihr Rogers reuevoll hinterher. Tief bewegt und peinlich berührt erkennt Mary, wie aussichtslos ihre Liebe zu Rogers ist. Sie gibt ihn auf und akzeptiert den Antrag von Jimmy.

## Hintergrund
Seit Ende der 1930er befand sich die Karriere von Joan Crawford bei MGM in einer anhaltenden Krise. Das Studio bot ihr nur selten Rollen an, die ihr dramatisches Talent ausschöpften, und gab für ihre Filme mehr Geld für spektakuläre Kostüme als für ein gutes Drehbuch aus. Dank dreier Filme mit George Cukor, darunter Die Frau mit der Narbe, konnte die Schauspielerin ihren Status wieder etwas festigen. Mittlerweile gab es bei MGM jedoch mit Katharine Hepburn und vor allem mit Greer Garson neue Konkurrentinnen um gute Rollen.
Die Dreharbeiten verliefen trotz der beruflichen Rivalität der beiden weiblichen Stars zivilisiert und manierlich. Die tatsächlichen Machtverhältnisse im Studio zeigten sich jedoch kurz vor Beendigung der Produktion, als Garson für ihre Darstellung in Blüten im Staub ihre zweite Oscar-Nominierung erhielt, während Crawford, die teilweise glühende Kritiken von der Fachpresse für ihre Rolle in Die Frau mit der Narbe bekam, von der Academy of Motion Picture Arts and Sciences ignoriert wurde. Als Crawford um die Besetzung in Gefundene Jahre und Madame Curie bat, gingen beide Rollen an Greer Garson, die mit diesen Filmen erneut große Erfolge bei Kritikern und Publikum verbuchen konnte. 1943 verließ Joan Crawford MGM, um bei Warner Brothers für ihre Darstellung in Solange ein Herz schlägt den Oscar als bester Hauptdarstellerin zu gewinnen.
Joan Crawford fand selbst Jahrzehnte später kein gutes Wort für den Film. Gegenüber Roy Newquist meinte sie:

„Ich kann nur das Schlechteste über When Ladies Meet sagen. Schreckliche Geschichte, schreckliches Drehbuch, und ich habe Zweifel, dass irgendeine Schauspielerin diesen verdammten Mist hätte glaubhaft spielen können. Adrian kleidete mich wie üblich großartig ein und das ist auch das einzig Positive, das ich darüber sagen kann. Robert Taylor und Greer Garson wurden ebenfalls verschwendet, also sollte ich mich nicht zu sehr beschweren.“

When Ladies Meet basiert auf dem gleichnamigen Theaterstück von Rachel Crothers, das es in der Wintersaison 1932/33 am Broadway auf 173 Aufführungen brachte, bei denen Spring Byington wie im Film die Rolle der Bridget Drake spielte. MGM verfilmte den Stoff bereits 1933 mit Ann Harding, Robert Montgomery und Myrna Loy in den Hauptrollen ebenfalls als When Ladies Meet.

## Kinoauswertung
Mit Kosten in Höhe von lediglich 640.000 US-Dollar war When Ladies Meet trotz der Starbesetzung eine ausgesprochen günstige Produktion. Die Einspielergebnisse waren mit 1.162.000 US-Dollar in den USA respektabel, ohne großartig zu sein. Die Auslandseinnahmen lagen bei 684.000 US-Dollar und bei einem Gesamtergebnis von 1.846.000 US-Dollar machte das Studio am Ende einen Gewinn von 607.000 US-Dollar.

## Auszeichnungen
Bei der Oscarverleihung 1942 erhielt der Film eine Nominierung in der Kategorie:
- Bestes Szenenbild (Schwarz-Weiß-Film) – Cedric Gibbons, Randall Duell, Edwin B. Willis.

## Kritiken
Die meisten Kritiker fanden das Drehbuch banal.
Bosley Crowther meinte in der New York Times:

„In dieser geschwätzigen Banalität spielt Joan Crawford eine Autorin mit beeindruckender, jedoch nicht ergreifender Intensität, während sie in die spektakulärsten Kostüme gekleidet ist. Robert Taylor macht seine Sache gut – sogar überraschend gut – als lebhafter Zeitungsreporter […]. Greer Garson ist hübsch und aufrichtig in ihrer undankbaren Rolle der Verlegersfrau, […] und Herbert Marshall zeigt als Verleger sein übliches trauriges Gesicht. Spring Byington steuert dem Film den meisten Humor bei als alberne und taktlose Dame.“

Howard Barnes war in der New York Herald Tribune ebenfalls nicht sonderlich angetan:

„Als Autorin, die glaubt, auf sehr zivilisierte Weise eine Ehe zerstören zu können, macht Joan Crawford […] viel Aufhebens um ihr Appartement oder posiert in eindrucksvollen Kostümen. Sie hat wenig mehr zu tun, als über die wahre Liebe zu reden oder über die Probleme beim Schreiben. Selbst wenn sie eine Brille trägt, ist sie in der Rolle nicht sehr überzeugend.“